# Windows 2.1x
Windows 2.1x pertenece a la familia de Microsoft Windows, es un sistema operativo obsoleto basado en una interfaz gráfica de usuario. A menos de un año después de lanzamiento de Windows 2.0, Windows/286 2.10 y Windows/386 2.10 se lanzaron el 27 de mayo de 1988. Estas versiones pueden aprovecharse de las características específicas de los procesadores Intel 80286 e Intel 80386.

## Ediciones
Dos ediciones de Windows 2.1x fueron lanzadas: Windows/286 2.1 y Windows/386 2.1. Como en las versiones anteriores, Windows/286 2.1 utilizaba la memoria en modo real, pero fue la primera versión en soportar HMA (High Memory Area o área de memoria alta). Por su parte, Windows/386 2.1 tenía un kernel protegido con emulación EMS, el predecesor del XMS, que luego cambiaría la topología de la computación de las IBM PC. Ambas podían aprovecharse del procesador de Intel para el cual fueron diseñados.

### Windows/286
Windows/286 se aprovecha del HMA (área de memoria alta) para incrementar la memoria disponible a los programas de Windows. Introdujo el  controlador de DOS himem.sys para este propósito. También incluye soporte para varias tarjetas de memoria expandida, aunque este soporte no está relacionado con el procesador 80286. La naturaleza segmentada de los programas de Windows es adecuada para el uso de la memoria expandida (EMS), las partes de código y datos se pueden hacer visibles en el primer megabyte de la memoria accesible a los programas en modo real solo cuando el programa que toma el control las está usando. Microsoft anima a los usuarios a configurar sus ordenadores solo con 256KB de memoria principal, dejando el resto de espacio de direcciones disponible desde 256KB hasta 640KB para la asignación dinámica de la memoria expandida (EMS).
A pesar de su nombre, Windows/286 fue totalmente operativo en un procesador 8088 u 8086. Windows/286 no solo tiene que utilizar el área de memoria alta, ya que ninguno existe en un procesador de clase 8086; sin embargo, la EMS todavía se podría utilizar, si existe. Unos pocos vendedores de PC vendieron el Windows/286 con hardware 8086; un ejemplo fue los IBMS’s PS/2 Modelo 25, los cuales tenían la opción de comprarse con “DOS 4.00 y kit Windows” para el mercado educativo, el cual incluía procesador de textos y software de presentación, bastante útil para los estudiantes, que dio lugar a confusión cuando los compradores de este sistema recibían la caja con la etiqueta “Windows/286” con una máquina que definitivamente era una versión par el 8086

### Windows/386
Windows/386 era mucho más avanzado que su predecesor. Introdujo un núcleo con modo protegido, sobre el cual , la GUI y las aplicaciones se ejecutan como una tarea en modo virtual 8086. Esto permitió ejecutar en paralelo varios MS-DOS en una CPU en modo “virtual 8086”, y evitar suspender aplicaciones en segundo plano. Las aplicaciones de Windows ya podían ejecutarse en paralelo a través de Ordenadores multitarea. Cada aplicación de MS-DOS podía usar poca memoria, tanta como la que haya disponible antes de que se inicie Windows, menos unos pocos kilobytes de uso general. Windows/386 también proporcionó emulación por software, usando las funciones de administración de memoria para el 80386 y emular una RAM de más de 640K que se comporta como la memoria que se suministraba con las tarjeta de ampliación de memoria usadas por aplicaciones populares de MS-DOS. (Sobreescribiendo el archivo WIN200.BIN mediante el COMMAND.COM, esto es posible para usar la emulación EMS en MS-DOS sin arrancar la interfaz gráfica de Windows.) No estaba basado en un disco de memoria virtual, pero múltiples programas de MS-DOS tenían que ocupar la memoria física disponible; por lo que Microsoft sugería comprar tarjetas de memoria RAM adicionales si era necesario. Ninguna de estas versiones trabajaron con administradores de memoria de MS-DOS tales como CEMM o QEMM o con MS-DOS extendido los cuales tenían sus propios sistemas de gestión de memoria extendida y también se ejecutaban en modo protegido. Esto se solucionó en la versión 3.0, la cual es compatible con VCPI en “modo standard” y con DPMI en modo “386 mejorado”. Windows 3.0 también tenía la capacidad de utilizar la DWEMM (escritura directa mejorada del módulo de memoria. Esto es lo que permite una interfaz gráfica de usuario mucho más rápida y amigable.

## Windows 2.11
En marzo de 1989, Windows 2.11 fue lanzado en las ediciones Windows/286 y Windows/386, con algunas pequeñas modificaciones en la gestión de memoria, AppleTalk dio soporte, impresoras rápidas y actualizó los controladores de las impresoras. Windows 2.11 fue sustituido por Windows 3.0 en mayo de 1990.
y fue una versión más funcional, ya que tenía mejoras

## Lecturas
- PC Magazine. 20 Years of Windows Solutions – Windows 286 & 386 Archivado el 27 de septiembre de 2013 en Wayback Machine..